# Obelisco Matteiano

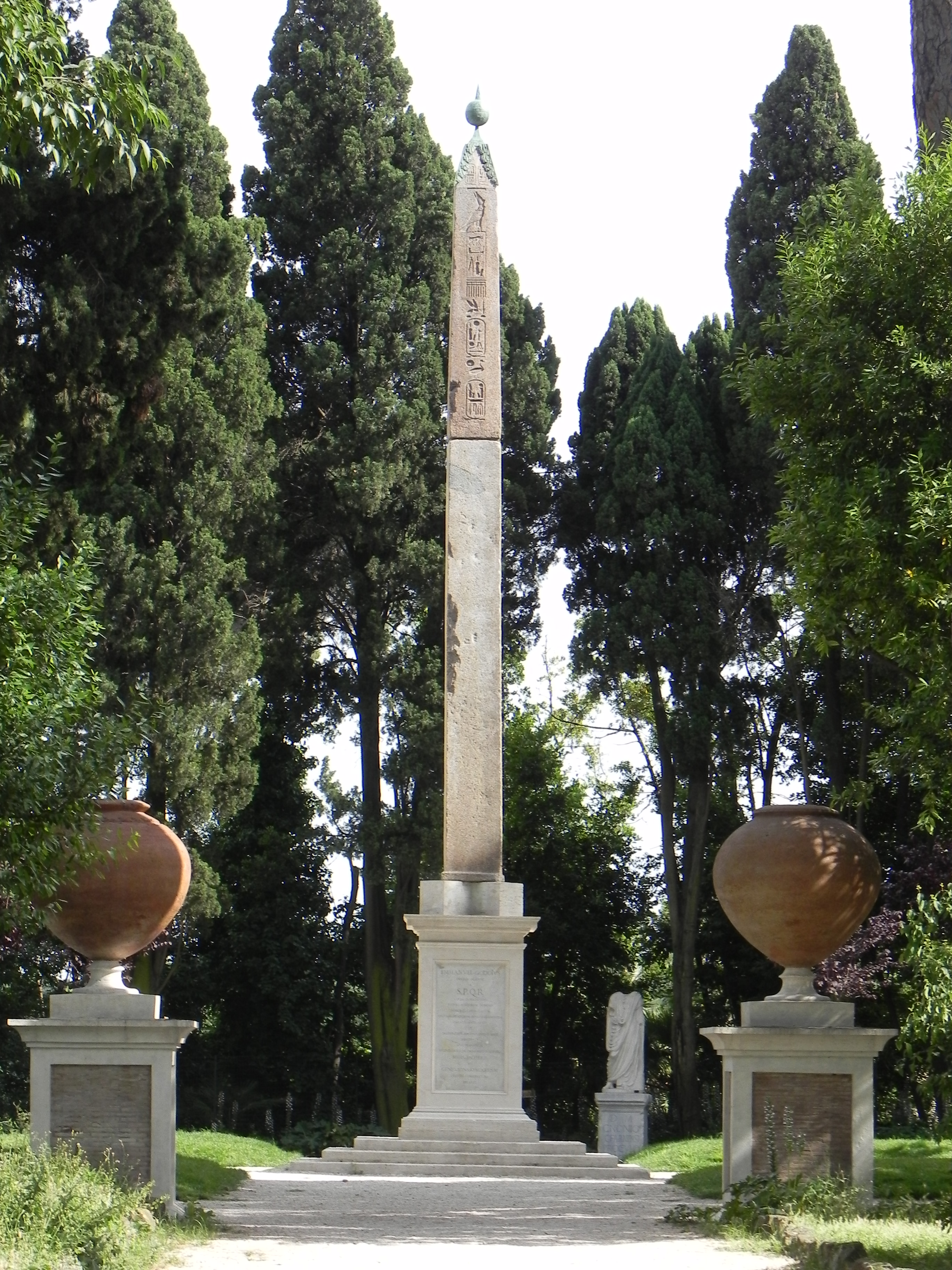
Obelisk im Park der Villa Celimontana

Der Obelisco Matteiano oder Obelisco della Villa Celimontana ist ein ägyptischer Obelisk, bzw. ein Bruchstück von 2,68 Metern Höhe und befindet sich in der Villa Celimontana in Rom.

## Beschreibung
Es handelt sich um den Zwilling des Obelisken vor dem Pantheon. Er stammt also auch aus dem Tempel des Ra in Heliopolis und wurde dort durch Ramses II. zwischen 1279 und 1213 v. Chr. errichtet. Er wurde von den Römern nach Rom gebracht und vermutlich im Iseum Campense, dem Heiligtum der Isis, aufgestellt.
Wohl seit dem 14. Jahrhundert stand der Obelisk auf dem Kapitol in der Nähe von Santa Maria in Aracoeli, wo er 1407 zum ersten Mal erwähnt wird. Im Zuge einer Umgestaltung des Kapitols wurde er 1542 abgebaut, aber nicht wieder aufgerichtet. 1582 wurde der Obelisk vom Senat der Stadt Rom dem adligen Kunstsammler Ciriaco Mattei geschenkt, der ihn am 11. September 1587 im Garten der Villa Mattei auf dem Caelius aufstellen ließ. In den folgenden Jahrhunderten verfiel die Villa und der Obelisk stürzte erneut um. Zu Beginn des 19. Jahrhunderts (1817 oder 1820) ließ der spanische Staatsmann Manuel de Godoy den Obelisken an seinem heutigen Standort erneut aufstellen, als er einige Zeit in der Villa Celimontana lebte.
Infolge der Wirren der Zeit hatte sich der Obelisk so verkürzt, dass man ihn durch einen passend geschnittenen Granitblock ergänzte.